# Vidame de Pamiers
Le vidame de Pamiers est un personnage de La Comédie humaine d’Honoré de Balzac. Il apparaît principalement dans les romans Ferragus et La Duchesse de Langeais. Né en 1752, il porte le titre de vidame. Il est lié d'amitié avec la baronne de Maulincour.
Son personnage, en 1816, dans le roman La Duchesse de Langeais, est ainsi décrit :

« Ce vieux seigneur […] était un homme grand, long et fluet, dont le col était toujours serré de manière à lui comprimer les joues qui débordaient légèrement la cravate et à lui maintenir la tête haute ; attitude pleine de suffisance chez certaines gens, mais justifiée chez lui par un esprit voltairien. Ses yeux à fleur de tête semblaient tout voir et avaient effectivement tout vu […] Enfin sa personne offrait dans l'ensemble un modèle parfait des lignes aristocratiques, lignes menues et frêles, souples et agréables, qui, semblables à celles du serpent, peuvent à volonté se courber, se dresser, devenir coulantes ou roides. »

Dans La Duchesse de Langeais, il fait partie de la petite délégation du faubourg Saint-Germain qui essaye de ramener Antoinette de Langeais à la raison, après qu'elle s'est volontairement compromise en affichant sa relation avec le général de Montriveau. C'est aussi lui qui transmet à Montriveau la dernière lettre de la duchesse, et qui passe avec la duchesse sa dernière soirée parisienne.
Dans le roman Ferragus, vers 1820, il a une influence néfaste sur le jeune Auguste de Maulincour, par son attitude envers les femmes :

« Il les aimait et les méprisait. Leur honneur, leurs sentiments ? Tarare, bagatelles et momeries ! Près d’elles, il croyait en elles, le ci-devant monstre, il ne les contredisait jamais, et les faisait valoir. Mais, entre amis, quand il en était question, le vidame posait en principe que tromper les femmes, mener plusieurs intrigues de front, devait être toute l’occupation des jeunes gens, qui se fourvoyaient en voulant se mêler d’autre chose dans l’État. »

Il conseille Auguste dans sa lutte contre les machinations de Ferragus XXIII.
Il apparaît aussi dans :
- Le Cabinet des Antiques
- Le Contrat de mariage